# Otto von Camphausen

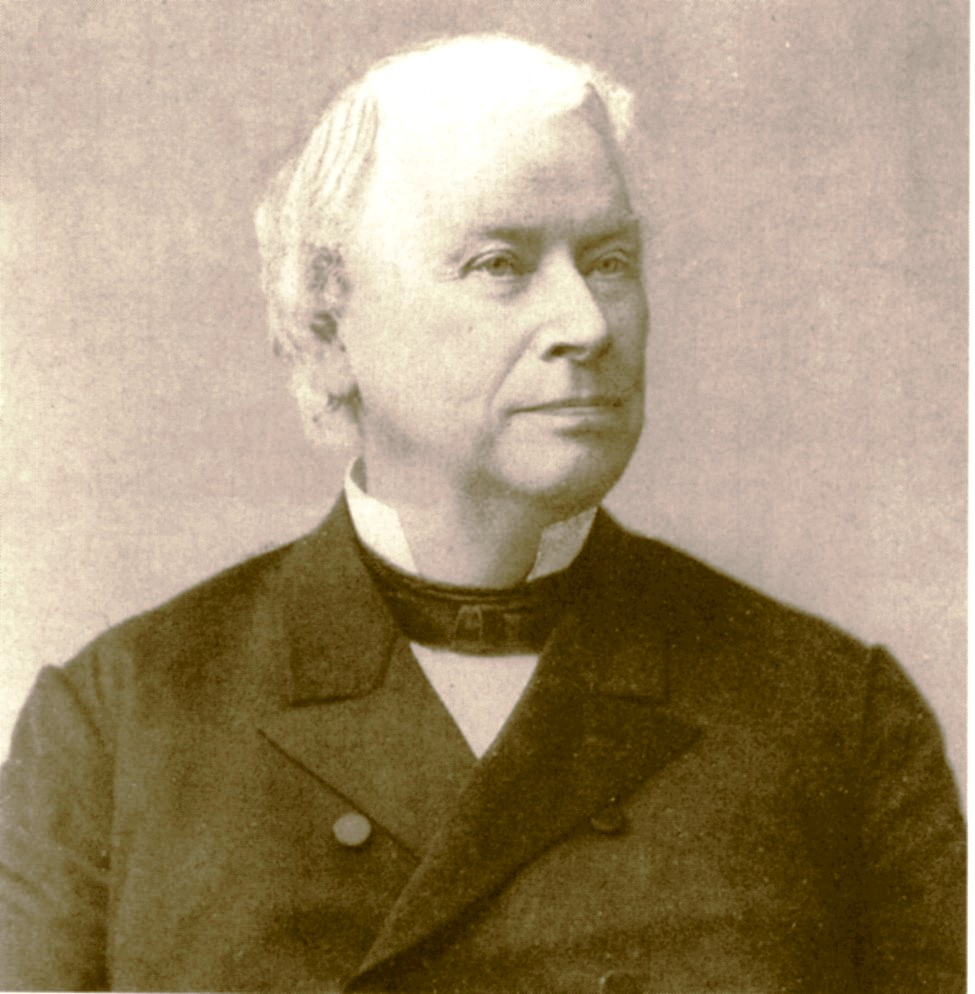
Otto von Camphausen (um 1860)

Otto Camphausen, ab 1896 von Camphausen (* 21. Oktober 1812 in Hünshoven, Département de la Roer, Französisches Kaiserreich; † 18. Mai 1896 in Berlin), war preußischer Finanzminister sowie rheinischer Liberaler.

## Leben und Wirken
Otto Camphausen kam als Bürger des Französischen Kaiserreichs während der Annexion des Rheinlands durch Napoleon Bonaparte zur Welt und wurde erst 1815 Preuße. Er studierte Jura und trat im Herbst 1834 in den Staatsdienst ein. Er beschäftigte sich vorrangig mit Handels- und Finanzfragen. Ab 1837 war er Regierungsassessor in Magdeburg, Koblenz und Trier. 1844 wurde er Regierungsrat in Trier und 1845 als vortragender Rat ins preußische Finanzministerium berufen. Dort beschäftigte er sich mit der Grundsteuer und verfasste 1847 einen Gesetzesentwurf für die Einkommensteuer.
1849 und von 1850 bis 1892 war er Mitglied der Zweiten Kammer und 1850 des Erfurter Volkshauses. Er schloss sich der gemäßigt liberalen Partei an. 1854 wurde er als Nachfolger von August Friedrich Bloch Präsident der Seehandlung und am 26. Oktober 1869 Finanzminister. Der Staatshaushalt wies zu dieser Zeit ein Defizit von fünf Millionen Talern auf. Er konnte dieses Defizit in den Folgejahren abbauen und nach dem Deutsch-Französischen Krieg sogar einen Überschuss erwirtschaften. Mit dem überschüssigen Geld baute er Staatsschulden ab, schaffte einige Steuern ab (Mahl- und Schlachtsteuer), erhöhte die Beamtenbezüge und finanzierte den Bau öffentlicher Gebäude.

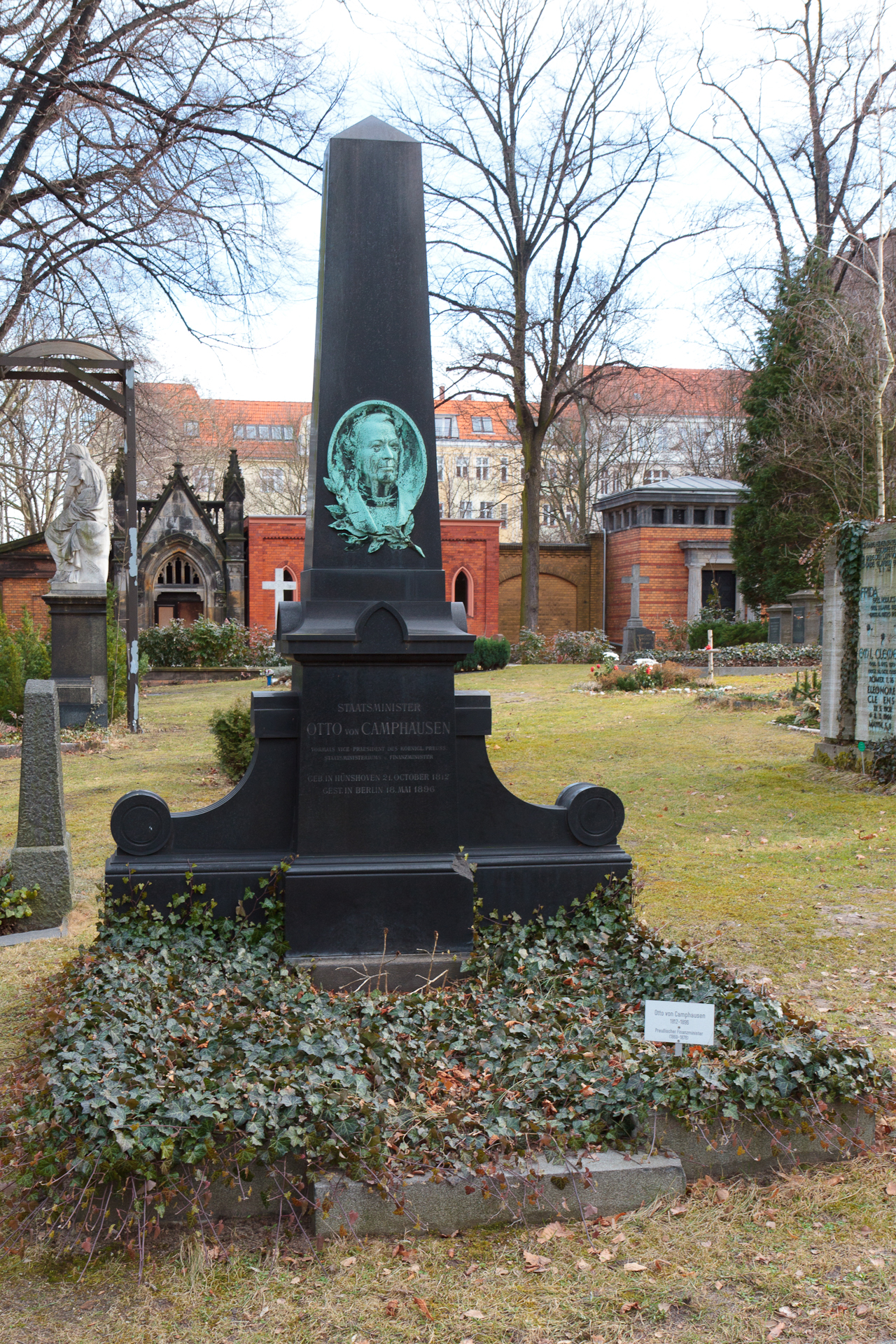
Grab von Camphausen auf dem Alten St.-Matthäus-Kirchhof Berlin

Als am 9. November 1873 Albrecht Graf von Roon zurücktrat, wurde Camphausen Vizepräsident des preußischen Staatsministeriums.
Camphausen wurde, nachdem der Überschuss im Staatshaushalt verschwand, für den wirtschaftlichen Niedergang verantwortlich gemacht und wurde auf seine Bitte am 23. März 1878 entlassen.
Kurz vor seinem Tod, am 18. Januar 1896, wurde ihm der Schwarze Adlerorden, der höchste preußische Orden, verliehen, womit die automatische Erhebung in den persönlichen Adel verbunden war.
Camphausen war der Bruder des preußischen Ministerpräsidenten Ludolf Camphausen.
Nach ihm wurde die Grube Camphausen und in der Folge auch die nahegelegene Siedlung Camphausen benannt.